# Hasna Begum
Hasna Begum (Daca, 24 de febrero de 1935 – Daca, 1 de diciembre de 2020) fue una filósofa, escritora y feminista bangladesí, reconocida por su asociación como docente de la Universidad de Daca desde 1991 hasta su retiro en diciembre de 2000, y por haber traducido una variedad de clásicos de la filosofía al idioma bengalí.

## Biografía
Begum nació en Daca el 24 de febrero de 1935. Obtuvo su licenciatura (1968) y su maestría (1969) en la Universidad de Daca y su doctorado (1978) en filosofía moral de la Universidad de Monash, donde se convirtió en la primera asesora doctoral del filósofo australiano Peter Singer. El título de su tesis doctoral fue La ética de Moore: teoría y práctica. Begum fue además una prolífica autora y tradujo varios clásicos de la filosofía al idioma bengalí.
Presidió el Departamento de Filosofía de la Universidad de Daca entre 1991 y 1994, y se vinculó profesionalmente con la Comisión de Becas Universitarias (UGC) de la Cátedra Rokeya de Bangladés en 2010. Fue miembro de la junta de la Asociación Internacional de Bioética (IAB) de 1997 a 2005, del consejo editorial de la revista Bioethics y del consejo editorial de la revista Eubios Journal of Asian and International Bioethics.
Begum falleció el 1 de diciembre de 2020 en la capital Daca luego de haber contraído el COVID-19. Tenía ochenta y cinco años.

## Obras
- 3 Books of Poems, 1975.
- Moore’s Ethics: Theory and Practice, 1982.
- G. E. Moore’s Principia Ethica, 1985.
- J. S. Mill’s Utilitarianism, 1985.
- Rupe Arupe Madonna, 1986.
- Morality, Women and Society, 1990.
- Women in the Developing World: Thoughts and Ideals, 1990.
- Madonna Echoes and Vibrations, 1996.
- Ethics in Social Practice, 2001.
- Women and Other Issues, 2002.
- Nicomachean Ethics, 2006.
- Meyer Katha Mayer Katha Meyeder Katha, 2006.
- On Old Age and Others, 2008.
- Madhabeer Katha, 2009.
- Windows into Living, 2011.
- Begum Rokeya the Feminist: Thoughts and Ideals, 2011.
- Amar Sonar Harin Chai, 2015.
- Darshaniker Galpa, 2016.